# 瑞山いつき
瑞山 いつき（みずやま いつき、3月21日 - ）は、日本の小説家。血液型はB型。
第1回角川ビーンズ小説大賞にて「スカーレット・クロス 混ざりものの月」で優秀賞受賞。

## 作品
- 「スカーレット・クロス」シリーズ  （イラスト：橘水樹&櫻林子 / 角川ビーンズ文庫）：全10巻

1. スカーレット・クロス 混ざりものの月
2. スカーレット・クロス 月闇の救世主
3. スカーレット・クロス 新月の前夜祭
4. スカーレット・クロス 隠されし月の誓約
5. スカーレット・クロス 月牙の命脈
6. スカーレット・クロス 月窟の黙示録
7. スカーレット・クロス 月波の導べ
8. スカーレット・クロス 背信の月露
9. スカーレット・クロス 月の下に咲く花（短編集）
10. スカーレット・クロス 月蝕の復活譚

- 「マギの魔法使い」シリーズ （イラスト：結川カズノ / 角川ビーンズ文庫）：全6巻

1. マギの魔法使い エメラルドは逃亡中！
2. マギの魔法使い 国王は求婚中！
3. マギの魔法使い 科学者は誘惑中！
4. マギの魔法使い 魔女たちは恋愛中！
5. マギの魔法使い 若獅子は片恋中！
6. マギの魔法使い 魔法使いは決断中！

- 「白と黒のバイレ」シリーズ  （イラスト：結川カズノ / 角川ビーンズ文庫）: 全4巻

1. 白と黒のバイレ 白き、時の流れにのせて
2. 白と黒のバイレ 黒き、呪いの舞台にて
3. 白と黒のバイレ 鳴らせ、再幕のブレリア
4. 白と黒のバイレ 踊れ、終演のカンテと共に

- 『エージェント・コード 〜恋の陰謀は執筆のあとで〜』 （イラスト：高山しのぶ / 一迅社文庫アイリス）
- 『相棒とわたし』（イラスト：日野杏寿 / f-Clan文庫）
- 『眠れない悪魔と鳥籠の歌姫』（イラスト：カズキヨネ / 一迅社文庫アイリス）
- 『暁は闇に恋をする』（イラスト：つきのおまめ / ビーズログ文庫）
- 『こちら亀有幽霊相談所…ではありません！』（イラスト：24 / 小学館文庫キャラブン!）